# Lough Owel SPA
Lough Owel SPA este o arie protejată (arie de protecție specială avifaunistică — SPA) din Irlanda întinsă pe o suprafață de 1.118,64 ha, integral pe uscat.

## Localizare
Centrul sitului Lough Owel SPA este situat la coordonatele 53°34′24″N 7°23′35″W / 53.573268°N 7.392958°V.

## Înființare
Situl Lough Owel SPA a fost declarat arie de protecție specială avifaunistică în noiembrie 1995 pentru a proteja 9 specii de animale.

## Biodiversitate
Situată în ecoregiunea atlantică, aria protejată nu include niciun habitat protejat.
La baza desemnării sitului se află mai multe specii protejate de  păsări (9): rață lingurar (Anas clypeata), Anser albifrons flavirostris, rață-cu-cap-castaniu (Aythya ferina), rața moțată (Aythya fuligula), Bucephala clangula, lișiță (Fulica atra), cormoran mare (Phalacrocorax carbo), corcodel mare (Podiceps cristatus), corcodel mic (Tachybaptus ruficollis).
Pe lângă speciile protejate, pe teritoriul sitului au mai fost identificate 2 specii de plante.